# Watanabeopetalia atkinsoni
Watanabeopetalia atkinsoni is een echte libel (Anisoptera) uit de familie van de Chlorogomphidae.
De soort staat op de Rode Lijst van de IUCN als niet bedreigd, beoordelingsjaar 2010.
De wetenschappelijke naam van de soort werd in 1878 als Orogomphus atkinsoni gepubliceerd door Edmond de Sélys Longchamps.